# كارل مادسن
كارل مادسن (بالدنماركية: Karl Madsen)‏ هو مدير متحف ‏ ورسام دنماركي، ولد في 22 مارس 1855 في كوبنهاغن في الدنمارك، وتوفي بنفس المكان في 16 أبريل 1938. تتلمذ على يده فنانين دنماركيين كبار من امثال آنا كيرستين أنشر.